# Porto de Suape
Der Tiefwasserhafen Porto de Suape ist ein brasilianischer Seehafen im Bundesstaat Pernambuco und liegt zwischen den Gemeinden Ipojuca und Cabo de Santo Agostinho an der Mündung des Flusses Rio Ipojuca in den Atlantik, 40 km südlich der Großstadt Recife.

## Geschichte
Der Hafen- und Industriekomplex wurde unter dem pernambucanischen Gouverneur José Francisco de Moura Cavalcanti auf dem Gebiet des Praia de Suape von 1973 bis 1975 geplant und ab 1978 gebaut. Ursprünglich sollte der Hafen in Suape den Hafen von Recife ersetzen. Hierfür wurde am 7. November 1978 ein Landesgesetz erlassen, welches den Bau von Suape als „Complexo Industrial Portuário“ vorsah.
Ein besonderer Schwerpunkt des Hafens von Suape liegt im Umschlag von Containern. Im Jahr 1995 nahm der Containerterminal von Suape seinen Betrieb auf. Es wurden insbesondere ab dem Jahr 2000 enorme Steigerungsraten im Umschlag von Containern erreicht (im Jahr 62.000 Containereinheiten TEU und im Jahre 2006 bereits 132.000 TEU). Der Betrieb des Containerterminals wurde in dieser Zeit privatisiert und heute führt das philippinische Hafenumschlagsunternehmen ICTSI die Operationen durch.
2014 war die Planung und der Bau dreier Chemieanlagen der Petroquímica Suape abgeschlossen und die Errichtung dieser Anlagen und einer Erdölraffinerie fortgeschritten. 

## Struktur
Heute gehört der Hafen zu den größten Seehäfen der Region und hat sich als Güterverkehrszentrum für Waren etabliert, die von oder in die Bundesstaaten von Pernambuco, Alagoas und Paraíba transportiert werden sollen. Der Hafen hat eine Straßenanbindung an die Landesstraße PE-060, die später entlang der Küste direkt in den Bundesstaat Alagoas sowie nach Recife führt.
Außerdem werden im angrenzenden Industriezentrum ebenfalls Güter produziert, die direkt für den Export über See bestimmt sind. Die Schiffswerft Estaleiro Atlântico Sul baut auf dem Gelände des Hafens Schiffe.

## Tourismus
Durch die große Bau- und Montagetätigkeit im Hafenkomplex erfolgte in den letzten vier Jahrzehnten ein enormer Zufluss an Arbeitskräften, die sich allein durch die Anzahl negativ auf die Gesamtentwicklung des Tourismus in den Gemeinden und an den Badestrände an der Atlantikküste auswirkt.
Mit dem Hafenausbau wurde auch ein ca. 10 km langer, der ursprünglichen Küstenlinie vorgelagerter Wellenbrecher errichtet. Die daraufhin veränderten Strömungsverhältnisse in den Flussmündungen von Rio Ipojuca und Merepe werden als eine der Ursachen für die ab 1992 einsetzenden Haiangriffe vor Recife benannt.